# Lycomorphodes fumata
Lycomorphodes fumata là một loài bướm đêm thuộc phân họ Arctiinae, họ Erebidae.